# Protestantyzm na Grenadzie
Protestantyzm na Grenadzie posiada 45 tysięcy wyznawców, co stanowi 43% społeczeństwa. Największe nurty stanowią adwentyzm (14,0%), anglikanizm (13,6%) i ruch zielonoświątkowy (11,4%). Największe kościoły w kraju według Operation World:
| Kościół                           | Liczba członków | Liczba wiernych | Procent ludności |
| --------------------------------- | --------------- | --------------- | ---------------- |
| Kościół Adwentystów Dnia Siódmego | 13 000          | 14 600          | 14,0%            |
| Kościół Anglikański               | 4965            | 14 200          | 13,6%            |
| Zbory Zielonoświątkowe            | 1814            | 3030            | 2,9%             |
| Kościół Metodystyczny             | 1385            | 2520            | 2,4%             |
| Nowotestamentowy Kościół Boży     | 1500            | 2280            | 2,2%             |
| Kościół Prezbiteriański           | 660             | 1188            | 1,1%             |
| Bracia plymuccy                   | 682             | 1160            | 1,1%             |
| Kościół Poczwórnej Ewangelii      | 846             | 1100            | 1,1%             |
| Open Bible Standard Churches      | 630             | 1052            | 1,0%             |